# Tlakový hrnec

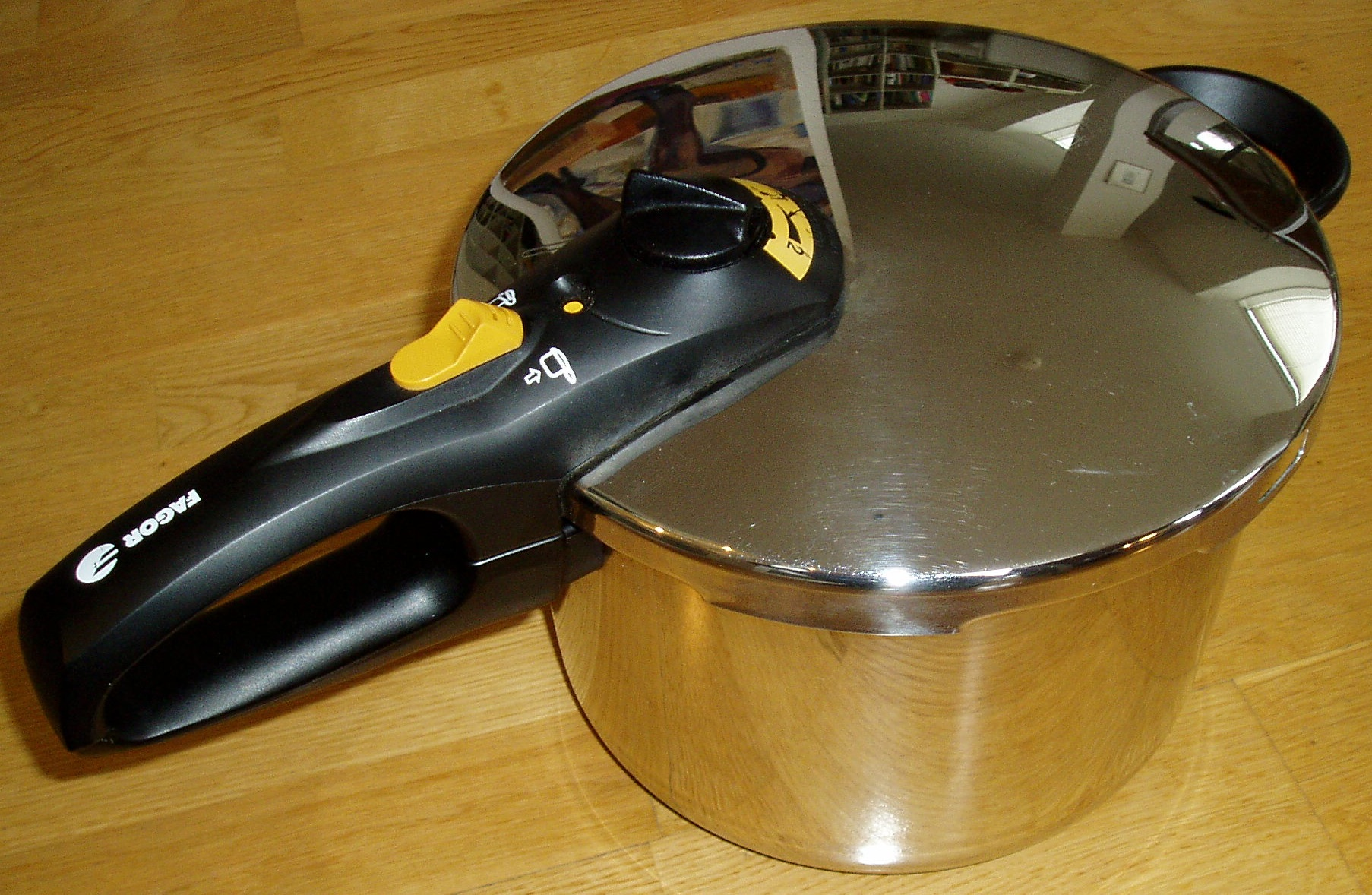
Moderní tlakový hrnec

Tlakový hrnec (též Papinův hrnec, odtud hovorově papiňák) je silnostěnný hrnec sloužící k vaření za vyššího tlaku (280–300 kPa), než je běžný atmosférický tlak. Vyšším tlakem se dosáhne vyšší teploty vaření (120 °C až 130 °C, teplota varu vody za normálního tlaku je asi 100 °C), a tím i rychlejšího uvaření pokrmu. Též chuťové vlastnosti pokrmu mohou zůstat v uzavřené nádobě výraznější. Jmenuje se po svém vynálezci, francouzském matematikovi a fyzikovi Denisu Papinovi, jenž jej poprvé sestrojil roku 1679. 

## Konstrukce

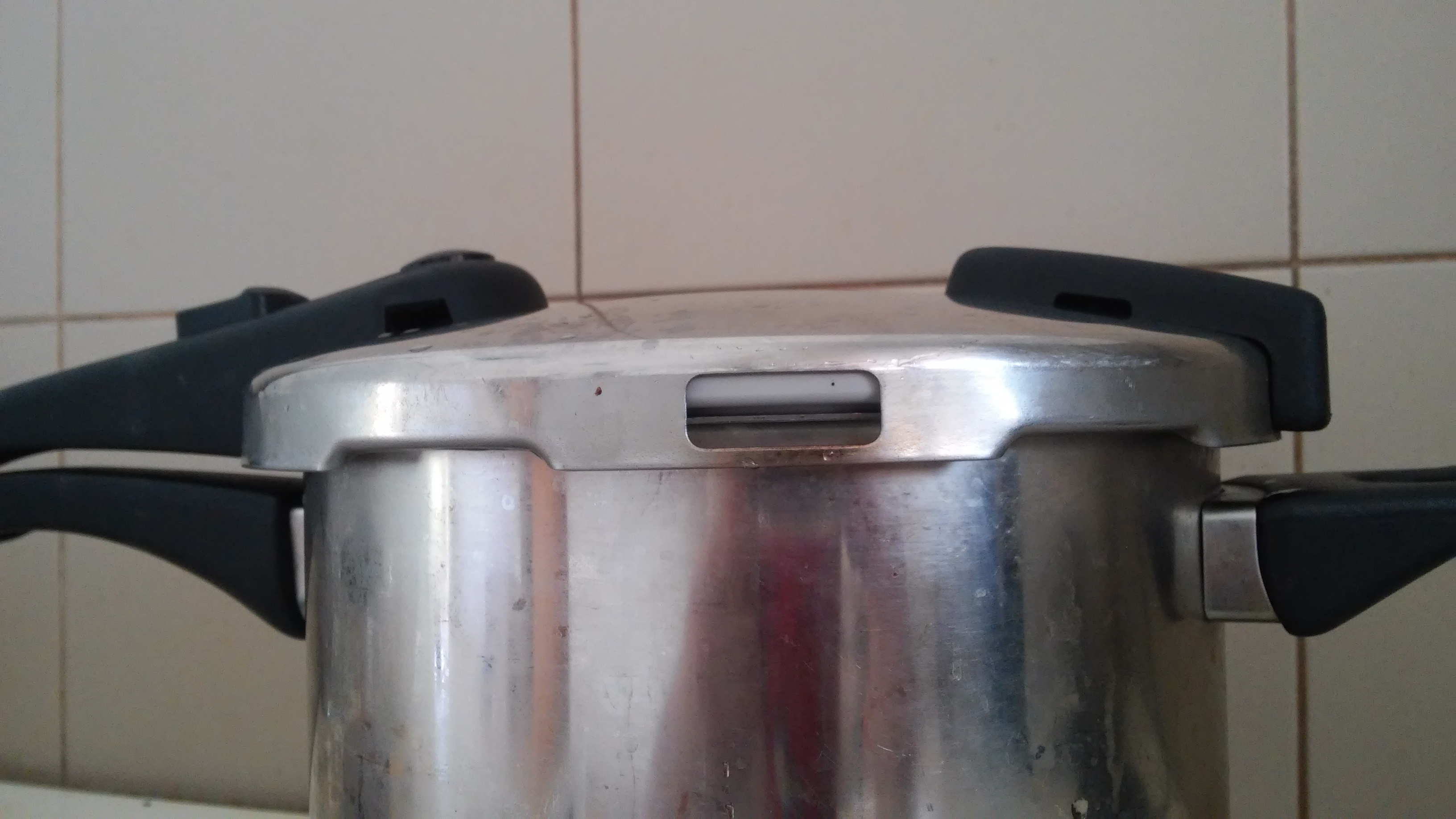
Tlakový hrnec – neselhatelná přetlaková pojistka

Důležitou součástí hrnce je poklice, jíž je hrnec neprodyšně uzavřen. Poklice je opatřena otvorem, uzavřeným těžkou, ale pohyblivou zátkou, jež funguje jako pojistný ventil. Propouští přebytečnou páru, a tak zamezuje nebezpečnému zvýšení tlaku, které by mohlo vést k roztržení hrnce a výbuchu. Pro zvýšení bezpečnosti má tlakový hrnec navíc tepelnou pojistku, která se při nebezpečném zvýšení teploty roztaví a uvolní páru z hrnce. Nadto mají mnohé moderní hrnce „neselhatelnou“ přetlakovou pojistku v podobě otvoru v pokličce, jímž se v případě přetlaku mechanicky vytlačí část těsnění.

## Výhody
Při vaření v tlakovém hrnci dochází k úsporám času a energie. I tužší plátky hovězího masa (z falešné svíčkové, nebo z pera) jsou měkké cca po 20–60 minutách, zatímco při dušení pod poklicí je nutno počítat až s hodinami a maso je třeba předem naložit do oleje nebo loje. Drůbeží kostry ze současných velkochovů se rozvaří za cca 30–60 minut tak, že je možné je beze zbytku pozřít.[zdroj?]

### Orientační časy vaření některých vybraných potravin
Čas vaření se začíná počítat od dosažení varného tlaku, což se u většiny moderních tlakových hrnců pozná podle objevení se (barevného) ukazatele. Po skončení vaření se obvykle ještě nechává hrnec „dojít“ 3–10 minut na vypnutém sporáku bez přísunu tepla.
| Potravina                  | Čas vaření |
| -------------------------- | ---------- |
| Brambory                   | 7–9 min    |
| Rýže                       | 12–15 min  |
| Čočka předem namočená      | 12–20 min  |
| Sója předem namočená       | 20–30 min  |
| Hovězí guláš               | 20 min     |
| Malé vepřové kostky dušené | 5 min      |

## Nevýhody
Zvýšený tlak při vaření v tlakovém hrnci představuje jisté riziko. Většina negativních názorů vychází z dramatických zkušeností s vytržením pojistky při varu u starých hliníkových hrnců, k čemuž docházelo kvůli ucpání ventilu. Při náhlém poklesu tlaku dojde v přehřáté kapalině k bouřlivému varu, který může vyvrhnout vařený pokrm do okolí. Ani dnes není dobré do hrnce přidávat větší množství naťového koření (bazalky, majoránky, rozmarýny, tymiánu), aby se neucpaly otvory v pojistkách. Stejně tak není vhodné hrnec příliš naplnit, neboť hrozí velmi rychlý nárůst tlaku při vaření. Moderní tlakové hrnce se obvykle vyrábějí z nerezové oceli.

## Zajímavosti
Předchůdcem tlakového hrnce měl být kerotakis, tlakový hrnec údajně vynalezený alchymistkou Marií Židovkou (Prorokyní) ve 2. století v severní Africe.